# Gunnar Bergh

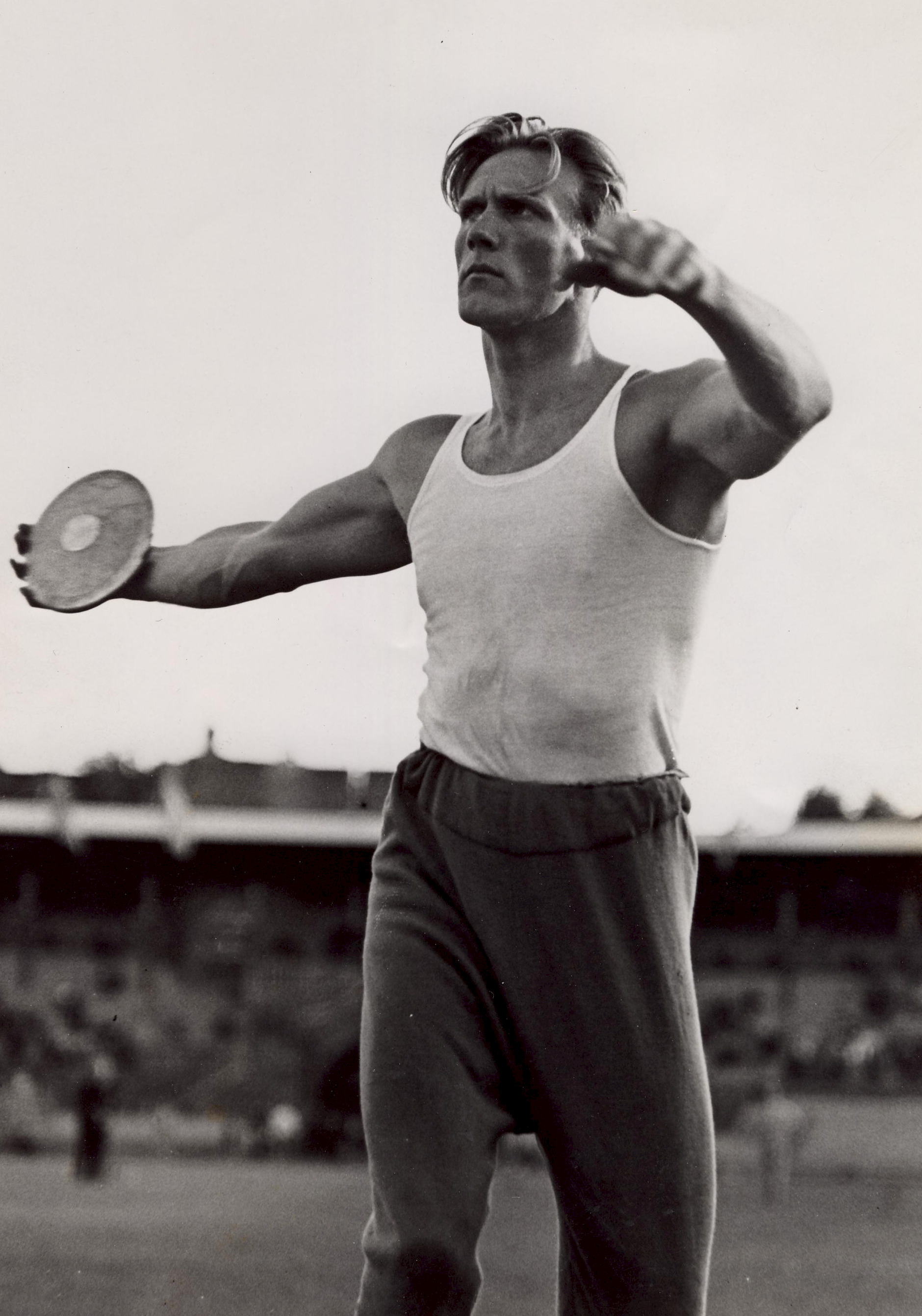
Gunnar Bergh in den 1930ern

Gunnar Bergh (Sten Gunnar „Kinna“ Bergh; * 20. März 1909 in Kinna; † 25. Januar 1986 in Sätila, Mark) war ein schwedischer Diskuswerfer und Kugelstoßer.
1936 wurde er bei den Olympischen Spielen in Berlin Siebter im Diskuswurf und Neunter im Kugelstoßen. Bei den Leichtathletik-Europameisterschaften 1938 in Paris gewann er Bronze im Diskuswurf und kam im Kugelstoßen auf den fünften Platz.
Achtmal wurde er Schwedischer Meister im Kugelstoßen (1935–1942) und siebenmal im Diskuswurf (1937–1941, 1943, 1944).

## Persönliche Bestleistungen
- Kugelstoßen: 15,84 m, 2. September 1936, Göteborg
- Diskuswurf: 51,72 m, 2. September 1936, Göteborg